# سیارک ۲۷۰۹۹
سیارک ۲۷۰۹۹ (به انگلیسی: 27099 Xiaoyucao، نامگذاری:1998UJ43)۲۷۰۹۹مین سیارک کشف شده‌است که در ۲۸ اکتبر ۱۹۹۸ کشف شد.